# 傅以禮
傅以禮，字節之，中國清朝官員，浙江山陰縣人，原籍直隸順天府大興縣。
1874年，傅以禮接替孫壽銘，於台灣擔任台灣府海防兼南路理番同知。品等為正五品的該官職隸屬於台灣府，主管全台灣船政治安業務及台灣南路之台灣原住民事務，相當於副知府。同治年间接替李吉言任建宁府知府一职。